# Helianthe Redan
Helianthe Redan is een Surinaams zangeres, actrice en zanglerares. Ze zong in 1984 en 1986 tijdens SuriPop liedjes van Roy Mac Donald die achtereenvolgens op de tweede en eerste plaats belandden. In 2016 werd ze tijdens het Gospel Songfestival op Curaçao eerste als soliste en tweede in een duet. Als actrice is ze onder meer te zien in Wiren (2018).

## Biografie

### Muzikale jeugd en deelname SuriPop
Haar ouders scheidden toen ze twaalf was. Rond diezelfde tijd trad ze voor het eerst aan op een Peace Forever-festival. Haar beide ouders en haar grootmoeder waren muzikaal, evenals haar broers en zussen. Haar moeder was zangeres en pianolerares. Ze stimuleerde haar kinderen om aan muziek te doen, en ging ook met ze mee naar repetities en optredens. Terwijl haar moeder een grote stimulans was, waarschuwde ze tegelijkertijd dat het niet mogelijk zou zijn om van de muziek een beroep te maken.
In 1984 zong Redan een lied van Roy Mac Donald tijdens SuriPop dat goed was voor een tweede plaats. In 1986 deed ze opnieuw mee met een lied van Mac Donald. Haar uitvoering van Pikin fowru werd dit jaar uitgeroepen tot de winnende inzending.

### Zorgsector en muziekbestuurder
Vanaf haar  zeventiende werkte Redan langer dan veertig jaar in de gezondheidszorg. Ze is afgestudeerd als bachelor in haar vakgebied en werkte op diverse afdelingen, waaronder als leidinggevende. Tien jaar van haar leven woonde ze op Curaçao en in 2006 keerde ze terug. In de tussentijd volgde ze verschillende acteertrainingen die ze hierna onder meer als toneelregisseur in de praktijk bracht.
Tussen 2008 en 2012 richtte ze de Stichting S.S. Music Art Foundation op waarvan ze sindsdien de voorzitter is. De stichting houdt zich onder andere in opdracht van het Directoraat Cultuur bezig met Surinaamse afvaardigingen naar internationale songfestivals in Cayenne en Guadeloupe. Ze werkt hierin samen met de organisatie van het Nationaal Scholieren Songfestival, Youth Voice en andere talentenjachten. In 2019 kondigde ze met haar stichting het voornemen aan om een internationaal songfestival in Suriname te organiseren. Sinds 2019 werft de stichting ook fondsen om eigen initiatieven te kunnen bekostigen.
Sinds circa 2011/2013 is ze zanglerares op het conservatorium van Suriname. In 2012 nam ze mede het initiatief tot de oprichting van de Surinaamse Artiesten Vereniging. Daarnaast zit ze rond 2017 in het bestuur van de Stichting Pikin Poku '88.

### Artiest als professie
Circa eind 2016 besloot ze onder stimulans van haar kinderen om professioneel door te gaan als artiest. In dezelfde tijd was ze succesvol tijdens het Gospel Songfestival op Curaçao, waar ze als soloartiest eerste werd met Riding through the storm en in een duet met Ruth Creebsburg-Nortan de tweede plaats behaalde met Via dolorosa. In 2015 was ze een van de artiesten van Su Aid, de Surinaamse versie van Band Aid die dat jaar het lied Gi wan anu uitbracht.
Als actrice had ze in 2017 de rol van receptioniste in het drama Laws of the game van regisseur Aegina Brahim, een Engelstalige korte film die zich in Suriname afspeelt. Ze speelde de rol van de schoollerares mevrouw Landbrug in de film Wiren (2018) onder regie van Ivan Tai-Apin. Deze film leerde haar veel en maakte een grote indruk op haar. Wiren was in 2021 de eerste Surinaamse inzending ooit voor een Oscar voor beste internationale film. In 2019 werkte ze opnieuw samen met Tai-Apin, in de musical Mohini: Fighting against time die geïnitieerd werd door Pink Ribbon. Het werd meerdere keren opgevoerd in Thalia met de onderliggende bedoeling om voorlichting te geven over borstkanker.
Haar dochter Shanice, alias Lady Shaynah, is eveneens een zangeres.